# Сорокин, Сергей Петрович
Сергей Петрович Сорокин (21 января 1959) — советский и казахстанский футболист, нападающий, полузащитник.
Воспитанник футбола Темиртау. В первенстве СССР выступал за команды второй (1978—1979, 1981, 1982—1985, 1986, 1988—1990), второй низшей (1991) и высшей (1979—1980, 1986—1987) лиг «Булат» Темиртау (1978—1979), «Кайрат» Алма-Ата (1979—1980, 1982 — дубль, 1986—1987), «Химик» Джамбул (1981, 1982—1985), «Шахтёр» Караганда (1986), «Целинник» Целиноград (1988—1990), «Кайсар» Кзыл-Орда (1991).
Участник Спартакиады народов СССР 1979 года в составе сборной Казахской ССР.
В чемпионате Казахстана играл в 1992—1995 годах «Булат» Темиртау.
По состоянию на 2019 год работал в строительно-ремонтном бизнесе.